# Izolacja części czynnych
Izolacja części czynnych (izolacja podstawowa, izolacja robocza) – środek ochrony od porażeń. Jeden ze środków ochrony przed dotykiem bezpośrednim (ochrona podstawowa).
Izolacja podstawowa ma na celu eliminację nieizolowanych części czynnych. Jako izolacja podstawowa
(w rozumieniu ochrony przeciwporażeniowej podstawowej przez zastosowanie izolowania części czynnych) może być uznana izolacja robocza urządzenia elektrycznego, przy spełnieniu określonych warunków.
W urządzeniach elektrycznych części czynne powinny być pokryte materiałem izolacyjnym o odpowiedniej wytrzymałości na długotrwałe działanie mechaniczne, chemiczne, elektryczne i termiczne. Usunięcie izolacji może się odbyć tylko przez zniszczenie jej. Pokrycie części czynnych farbą, pokostem, lakierem lub materiałem włóknistym nie zapewnia ochrony przed dotykiem bezpośrednim. Pojęcie "izolacja podstawowa" nie oznacza izolacji niezbędnej do zapewnienia zadziałania urządzenia, nazywanej izolacją funkcjonalną. Wymagania określające zasady ochrony od porażeń prądem elektrycznym zamieszczone są w Polskiej Normie PN-EN 61140:2005 zgodnej z dyrektywą Unii Europejskiej 73/23/EWG.